# نظریه‌های مالی نوین
نظریه‌های مالی نوین کتابی از رابرت هاگن با ترجمهٔ غلامرضا اسلامی بیدگلی، شهاب الدین شمس و هستی چیت سازان است که در سال ۱۳۸۶ منتشر و در مراسم کتاب سال جمهوری اسلامی ایران به‌عنوان کتاب برگزیده معرفی شد.